# UFC Fight Night: Brunson vs. Machida
UFC Fight Night: Brunson vs. Machida（ユーエフシー・ファイトナイト：ブランソン・バーサス・マチダ、別名UFC Fight Night 119）は、アメリカ合衆国の総合格闘技団体「UFC」の大会の一つ。2017年10月28日、ブラジル・サンパウロ州サンパウロのジナーシオ・ド・イブラプエラで開催された。

## 大会概要
本大会ではデレク・ブランソンとリョート・マチダによるミドル級戦が組まれた。

## 試合結果

### アーリープレリム
第1試合 ヘビー級 5分3R
○  マルセロ・ゴルム vs.  クリスチャン・コロンボ ×
1R 2:08 リアネイキッドチョーク
第2試合 フライ級 5分3R
○  デイブソン・フィゲイレード vs.  ジャレッド・ブルックス ×
3R終了 判定2-1（27-30、29-28、29-28）

### プレリミナリーカード
第3試合 ウェルター級 5分3R
○  エリゼウ・ザレスキ・ドス・サントス vs.  マックス・グリフィン ×
3R終了 判定3-0（29-28、29-27、29-28）
第4試合 ライト級 5分3R
○  ジャレッド・ゴードン vs.  ハクラン・ディアス ×
3R終了 判定3-0（29-26、29-27、30-26）
第5試合 ミドル級 5分3R
○  アントニオ・カルロス・ジュニオール vs.  ジャック・マーシュマン ×
1R 4:30 リアネイキッドチョーク
第6試合 ウェルター級 5分3R
○  ビセンテ・ルケ vs.  ニコ・プライス ×
2R 4:08 ダースチョーク

### メインカード
第7試合 バンタム級 5分3R
○  ジョン・リネカー vs.  マルロン・ヴェラ ×
3R終了 判定3-0（30-27、29-28、29-28）
第8試合 ミドル級 5分3R
○  チアゴ・サントス vs.  ジャック・ハーマンソン ×
1R 4:59 TKO（飛び左ミドルキック→パウンド）
第9試合 ライト級 5分3R
○  フランシスコ・トリナウド vs.  ジム・ミラー ×
3R終了 判定3-0（29-28、29-28、29-28）
第10試合 バンタム級 5分3R
○  ペドロ・ムニョス vs.  ロブ・フォント ×
1R 4:03 ギロチンチョーク
第11試合 ウェルター級 5分3R
○  コルビー・コヴィントン vs.  デミアン・マイア ×
3R終了 判定3-0（29-27、30-27、30-26）
第12試合 ミドル級 5分5R
○  デレク・ブランソン vs.  リョート・マチダ ×
1R 2:30 KO（左フック→パウンド）

### 各賞
ファイト・オブ・ザ・ナイト： エリゼウ・ザレスキ・ドス・サントス vs. マックス・グリフィン
パフォーマンス・オブ・ザ・ナイト： デレク・ブランソン、ペドロ・ムニョス
各選手にはボーナスとして5万ドルが授与された。

### カード変更
負傷などによるカードの変更は以下の通り。